# Robert Mächler
Robert Mächler (* 24. Dezember 1909 in Baden AG; † 15. Februar 1996 in Aarau) war ein Schweizer Schriftsteller und Journalist.

## Leben
Robert Mächler arbeitete nach überstandener psychischer Jugendkrise und nach Studien an der Universität Bern ab 1935 als Journalist, zunächst bei der Berner Tageszeitung Der Bund, dann bis 1960 beim Badener Tagblatt. Von da an bis zu seinem Tod lebte er als  freier Journalist, religionskritischer Philosoph und Schriftsteller in Unterentfelden bei Aarau. Als Literat widmete er sich besonders dem Schweizer Dichter Robert Walser, mit einer Biographie und als Mitherausgeber der von Jochen Greven besorgten Gesamtausgabe der Werke Walsers.
Bis zu seiner Ablösung vom Christentum zu Beginn der 60er Jahre verstand er sich «ein bisschen als Ritter» der Theologie Karl Barths und war der Meinung, «überall widersprechen zu sollen, wo das christlich-theologische Denken nicht als Grundlage allen geistigen Bemühens anerkannt wird.»  Seit seinem Kirchenaustritt 1963 plädierte der «sinnfreundliche» Agnostiker Mächler dann leidenschaftlich, aller Inhumanität und Unvernunft zum Trotz, für eine «Vernünftigung» des von jeglicher klerikaler Gängelung befreiten Menschen. Seine kultur- und kirchenkritischen Essays in zahlreichen Schweizer Zeitungen, insbesondere dem Badener Tagblatt, geben hiervon ebenso beredtes Zeugnis wie das mehrfach publizierte, auch über die Grenzen der Schweiz hinaus beachtete Streitgespräch Robert Mächlers mit dem Pfarrer und Dichter Kurt Marti.
Sein literarisches Werk wurde seit seinem Tod von der Robert-Mächler-Stiftung betreut. Die Stiftung wurde 2010 aufgelöst. Zuvor hatte die Stiftung mit einem Preis «Schriftsteller, Publizisten, Wissenschaftler oder Institutionen ausserhalb der Kirchen» ausgezeichnet, «deren Arbeit der Ethik und dem sinnfreundlichen Agnostizismus Robert Mächlers sowie der zeitgemässen Fortführung der historischen Aufklärung verpflichtet» ist. Sein Nachlass befindet sich im Staatsarchiv Aargau.

## Werke
- Der Optimystiker. Menschenfreundliche und andere Gedichte, Gropengiesser, Zürich 1948
- Baden, Haupt (Schweizer Heimatbücher 67), Bern 1955
- Das Jahr des Gerichts. Ein Zeugnis (autobiograph. Roman), Aehren, Affoltern 1956
- Der christliche Freigeist. Versuch einer wahrhaftigen Jesusbetrachtung, Pallas, Zürich 1961
- Allerhand Schlossgeister. Drei aargauische Burgenspiele, Mueller, Lenzburg 1963
- Das Leben Robert Walsers. Eine dokumentarische Biographie, Kossodo, Hamburg 1966
  - 1976, dann 1992 und 2003 Neuauflagen im Suhrkamp-Verlag, Frankfurt am Main, ISBN 3-518-39986-1
- Richtlinien der Vernünftigung, Selbstverlag, Unterentfelden 1967
- Zur Grundlegung der geistigen Einheit, Selbstverlag, Unterentfelden 1971
- Sprüche, Selbstverlag, Unterentfelden 1973
- Robert Walser zum Gedenken. Aus Anlaß seines 20. Todestages am 25. Dezember 1976 (mit Elio Fröhlich), Suhrkamp, Frankfurt 1977
- «Der Mensch ist nicht für das Christentum da». Ein Streitgespräch über Gott und die Welt zwischen einem Christen und einem Agnostiker (mit Kurt Marti). Vorwort von August E. Hohler, Lutherisches Verlagshaus, Hamburg 1977
  - 1993 neu aufgelegt unter dem Titel Damit der Mensch endlich wird, was er sein könnte, Benziger, Zürich
    - 2002 neu aufgelegt unter dem Titel Woher eine Ethik nehmen? Streitgespräch über Vernunft und Glauben. Mit einem Vorwort und Anmerkungen von Werner Morlang, Nagel & Kimche, Zürich
- Für ein besseres Geistesklima. Befunde und Leitsätze, Selbstverlag, Unterentfelden 1992
- Robert Walser, der Unenträtselte. Aufsätze aus vier Jahrzehnten, hg. v. Werner Morlang, Pendo, Zürich 1999
- Zwischen Kniefall und Verdammung. Eine Auswahl aus seinem religions- und kirchenkritischen Werk, hrsg. v. Karlheinz Deschner, Merlin, Gifkendorf 1999, ISBN 3-926112-95-6
- Robert Mächler – ein Don Quijote im Schweizer Geistesleben? Eine Auswahl aus dem autobiographischen, religionsphilosophischen und ethisch-utopistischen Werk, hg. v. Gabriele Röwer, Pano, Zürich 1999, ISBN 3-907576-17-9
- Irrtum vorbehalten. Aphorismen und Reflexionen über Gott und die Welt, hrsg. v. Gabriele Röwer, Haupt, Bern 2001, ISBN 3-258-06388-5

## Robert-Mächler-Stiftung und Robert-Mächler-Preise
Der Schriftsteller und Kirchenkritiker Karlheinz Deschner konnte Robert Mächler kurz vor seinem Tod dazu bewegen, der Gründung einer nach diesem benannten Stiftung zuzustimmen. Sie betreute Mächlers schriftstellerischen Nachlass, publizierte Vorhandenes oder legte dieses neu auf. Alle zwei bis drei Jahre vergab sie den Robert-Mächler-Preis für kritische Aufklärung und humanitäres Engagement, dotiert mit jeweils 20'000 Schweizer Franken.

### Die bisherigen Preisverleihungen
- 1999 an Andrzej Olszewski und seinen Uraeus-Verlag in Danzig, der bei der Herausgabe religions- und kirchenkritischer Bücher im katholischen Polen grossen Anfeindungen und Widerständen begegnet, und an Jürg Jegge, Gründer der «Stiftung Märtplatz», welche junge Menschen mit Startschwierigkeiten auf ihrem Weg ins Berufsleben begleitet. (Von den 2017 bekannt gewordenen sexuellen Verfehlungen Jürg Jegges wusste der damalige Stiftungsrat nichts.)
- 2001 an die «Arbeitsgruppe Walter Robert Corti» zur Bewahrung des Lebenswerks dieses Philosophen und Gründers des Pestalozzi-Kinderdorfes in Trogen und an das Marie-Meierhofer-Institut für hervorragende heilpädagogische Arbeit.
- 2005 an den Soziologen und Kirchenkritiker Horst Herrmann für seine umfangreiche religionskritische Forschungsarbeit in der Tradition grosser Aufklärer und an Christa Manjrekar für ihre Arbeit mit Kindern aus den südindischen Slums von Mysuru in der Pragathi Vidya Nilaya-Schule.
- 2007 an Ludger Lütkehaus für sein aufklärerisches Gesamtwerk sowie an Anita und Walter M. Schubert für ihren jahrzehntelangen Beitrag zur Integration behinderter Menschen in die Gesellschaft, insbesondere für ihre Hilfstätigkeit in Afghanistan zur pädagogischen Förderung kriegsversehrter Kinder.